# Нурсола (Сернурський район)
Нурсо́ла (рос. Нурсола, марій. Нурсола) — присілок у складі Сернурського району Марій Ел, Росія. Входить до складу Чендемеровського сільського поселення.

## Населення
Населення — 78 осіб (2010; 60 у 2002).
Національний склад (станом на 2002 рік):
- марі — 98 %